# Ignite
Az Ignite egy kaliforniai melodic hardcore/punk rock- zenekar. 1993-ban alakult, de az igazi áttörést a 2000-ben megjelent A Place Called Home című albumuk hozott számukra. Frontemberük, a magyar Téglás Zoltán révén magyar népzenei motívumok is megjelennek zenéjükben. Ő 2019-ben kilépett a zenekarból, utóda Eli Santana.

## Jelenlegi tagok
- Eli Santana – ének
- Brett Rasmussen – basszusgitár
- Brian Balchack – gitár
- Craig Anderson – dob
- Kevin Kilkenny – gitár

## Diszkográfia
- Scarred For Life (1994) Lost & Found Records
- In My Time EP (1995) Lost & Found Records
- Family (1995) Lost & Found Records
- Call On My Brothers (1995) Conversion Records
- Ignite / Good Riddance (1996)
- Straight Ahead (1996) Rovers Records
- Past Our Means (1996) Revelation Records
- Ignite / X-Acto (1997) Ataque Sonoro Records
- A Place Called Home (2000) TVT Records
- Our Darkest Days (2006) Abacus Recordings
- A War Against You (2016) Century Media Records

## Külső hivatkozások
- Az Ignite hivatalos honlapja